# Військова академія Збройних Сил Чехії
Військова академія Збройних Сил Чеської Республіки, університет оборони у Брно (чеськ. Univerzita obrany) — єдиний в Чехії вищий військовий державний навчальний заклад Армії Чеської Республіки. Знаходиться в м. Брно. Є організаційним підрозділом Міністерства оборони Чеської Республіки, тому університет володіє обмеженим самоврядуванням і управляється не Міністерством освіти, а Міністерством оборони.

## Історія
Створений 1 вересня 2004 року в результаті об'єднання 3-х військових шкіл —
- Військової академії в Брно (заснована в 1951 році),
- Військового університету піхотних військ у Вишкові (заснований в 1947 році) і
- Військової медичної академії Яна Євангелісти Пуркіне в Градець-Кралове (заснована в 1988 році).

## Структура
- Факультет економіки й менеджменту
  - економіка та менеджмент
- Факультет військових технологій
  - військові технології
- Факультет військової медицини
  - медична спеціалізація;
  - загальна військова медицина;
  - військова стоматологія;
  - військова фармакологія.

Філії університету — інститут і три центри:
- Інститут захисту від зброї масового знищення (розташований у Вишкові)
- Центр безпеки та військових стратегічних досліджень
- Центр навчання мовам
- Центр фізичного виховання й спорту

Цей університет оборони проводить підготовку військових фахівців для потреб Збройних Сил Чеської Республіки і цивільних фахівців, особливо для системи державної безпеки, оборонної промисловості та державного управління.
Іноземні громадяни можуть вступити на навчання тільки для отримання цивільних спеціальностей і в індивідуальному порядку. Рішення щодо зарахування на навчання приймає ректор університету особисто.